# Пип индустријска зона (Венеција)
Пип индустријска зона је насеље у Италији у округу Венеција, региону Венето.
Према процени из 2011. у насељу је живело 12 становника. Насеље се налази на надморској висини од -1 м.